# Wacquemoulin
Wacquemoulin ist eine französische Gemeinde mit 279 Einwohnern (Stand: 1. Januar 2022) im Département Oise in der Region Hauts-de-France (bis 2015: Picardie). Sie gehört zum Arrondissement Clermont und zum Kommunalverband Plateau Picard. Die Einwohner werden Wacquemoulinois bzw. Wacquemoulinoises genannt.

## Geografie
Die Gemeinde Wacquemoulin liegt etwa 20 Kilometer nordwestlich von Compiègne am Oberlauf des kleinen Flusses Aronde. Bis auf Auwaldreste an der Aronde und am westlich des Dorfes gelegenen Feuchtgebiet Marais de Mérévillers ist das 6,66 km² umfassende Gemeindegebiet waldlos. Umgeben wird Wacquemoulin von den Nachbargemeinden Méry-la-Bataille im Norden, Neufvy-sur-Aronde im Osten, Moyenneville im Süden, La Neuville-Roy im Südwesten, Montiers im Westen sowie Ménévillers im Nordwesten.

## Bevölkerungsentwicklung
| Jahr      | 1962 | 1968 | 1975 | 1982 | 1990 | 1999 | 2006 | 2014 | 2022 |
| --------- | ---- | ---- | ---- | ---- | ---- | ---- | ---- | ---- | ---- |
| Einwohner | 273  | 244  | 187  | 190  | 306  | 312  | 296  | 301  | 279  |

Im Jahr 1881 wurde mit 339 Bewohnern die bisher höchste Einwohnerzahl ermittelt. Die Zahlen basieren auf den Daten von cassini.ehess und INSEE.

## Sehenswürdigkeiten

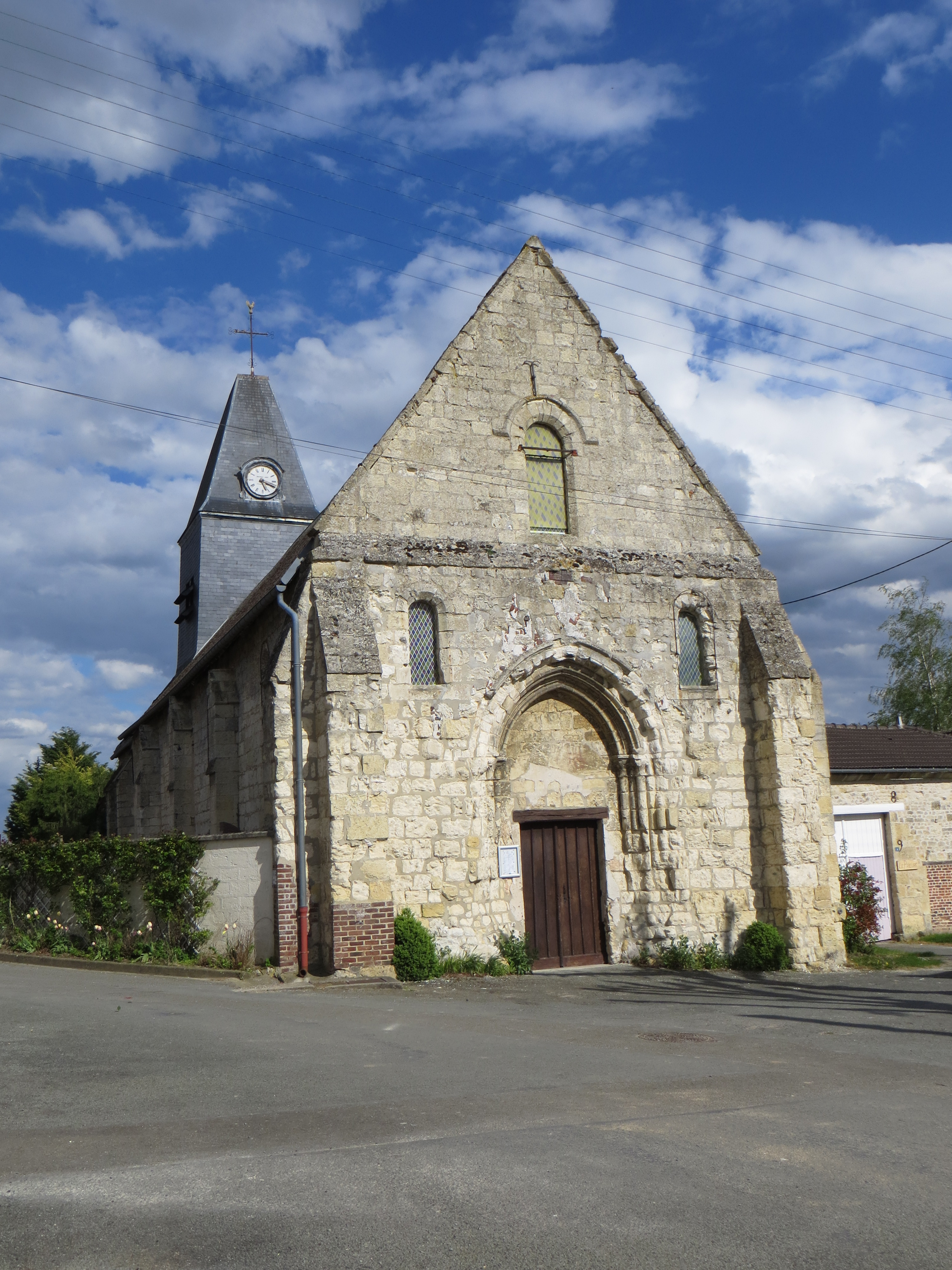
Kirche Saint-Christophe
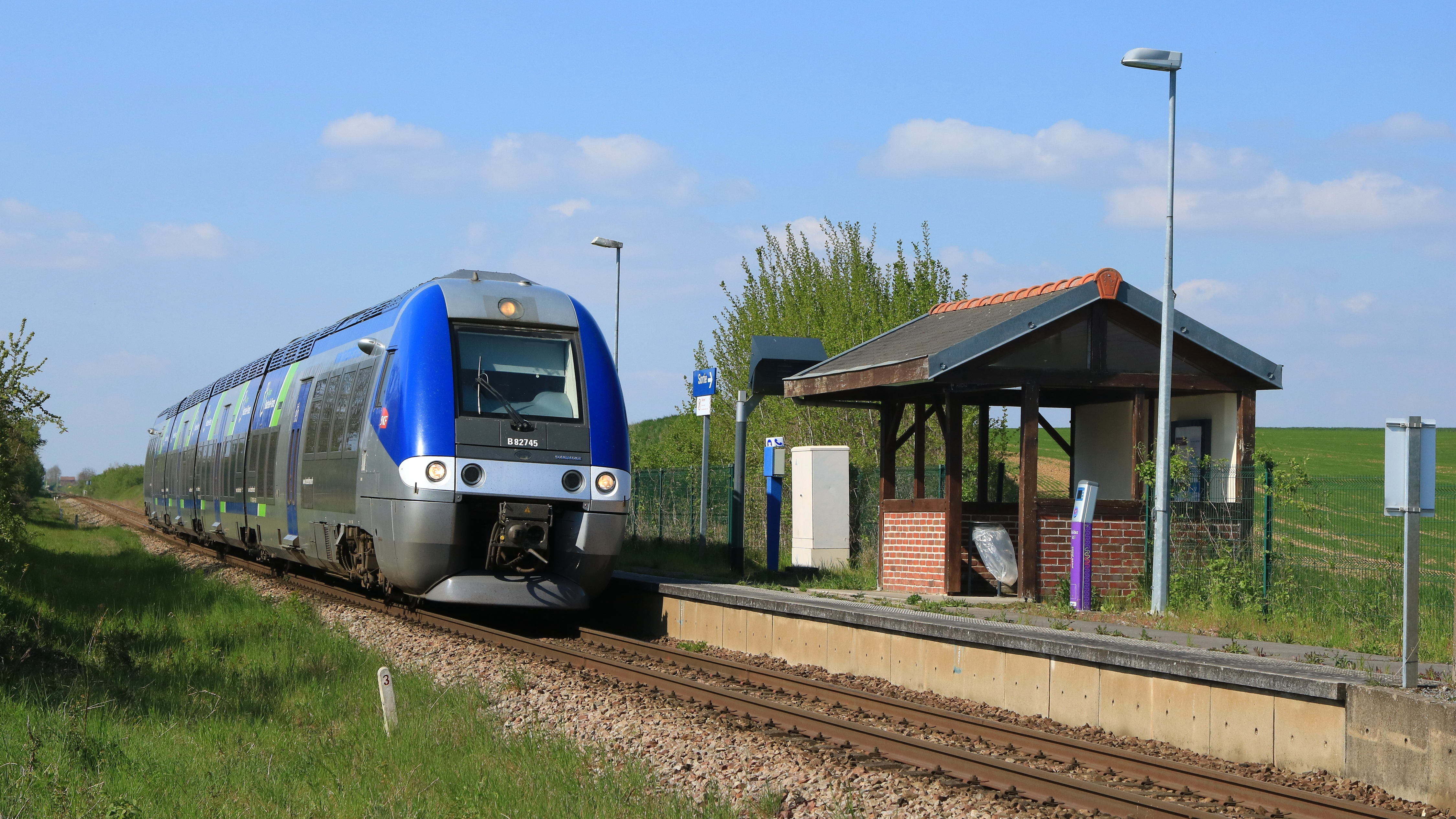
Bahnstation Wacquemoulin

- Kirche Saint-Christophe
- Bahnstation Wacquemoulin

## Wirtschaft und Infrastruktur
In der Gemeinde sind sieben Landwirtschaftsbetriebe ansässig (Getreideanbau und Viehzucht).
Wacquemoulin ist durch mehrere Départementsstraßen mit den umliegenden Gemeinden verbunden. Zwölf Kilometer nordöstlich besteht ein Anschluss an die Autobahn A 1 von Paris nach Lille. Der Bahnhof der Gemeinde liegt an der Bahnlinie von Amiens nach Compiègne.

## Belege
1. ↑  Wacquemoulin auf cassini.ehess
2. ↑  Wacquemoulin auf INSEE
3. ↑  Landwirtschaftsbetriebe in Wacquemoulin auf annuaire-mairie.fr (französisch)